# Воррен (округ, Північна Кароліна)
Шаблон:StateAbbr_ 36°24′ пн. ш. 78°06′ зх. д. / 36.4° пн. ш. 78.1° зх. д.
Округ  Воррен (англ. Warren County) — округ (графство) у штаті  Північна Кароліна, США. Ідентифікатор округу 37185.

## Історія
Округ утворений 1779 року.

## Демографія
За даними перепису 
2000 року 
загальне населення округу становило 19972 осіб, усе сільське.
Серед мешканців округу чоловіків було 9813, а жінок — 10159. В окрузі було 7708 домогосподарств, 5448 родин, які мешкали в 10548 будинках.
Середній розмір родини становив 2,97.
Віковий розподіл населення поданий у таблиці:
| Стать    | До 15 років | 15-21 | 22-29 | 30-39 | 40-49 | 50-65 | 65-85 | Понад 85 |
| -------- | ----------- | ----- | ----- | ----- | ----- | ----- | ----- | -------- |
| Чоловіки | 1965        | 920   | 1053  | 1345  | 1412  | 1729  | 1297  | 92       |
| Жінки    | 1909        | 834   | 747   | 1297  | 1485  | 1808  | 1787  | 292      |

## Суміжні округи
- Брансвік, Вірджинія — північ
- Нортгемптон — північний схід
- Галіфакс — схід
- Неш — південний схід
- Франклін — південь
- Венс — захід
- Мекленберг, Вірджинія — північний захід

## Виноски
1. ↑  U.S. Decennial Census. United States Census Bureau. Архів оригіналу за 4 квітня 2018. Процитовано 20 січня 2015.
2. ↑  Historical Census Browser. University of Virginia Library. Архів оригіналу за 11 серпня 2012. Процитовано 20 січня 2015.
3. ↑  Forstall, Richard L., ред. (27 березня 1995). Population of Counties by Decennial Census: 1900 to 1990. United States Census Bureau. Архів оригіналу за 3 березня 2015. Процитовано 20 січня 2015.
4. ↑  Census 2000 PHC-T-4. Ranking Tables for Counties: 1990 and 2000 (PDF). United States Census Bureau. 2 квітня 2001. Архів оригіналу (PDF) за 18 грудня 2014. Процитовано 20 січня 2015.
5. ↑  State & County QuickFacts. United States Census Bureau. Архів оригіналу за 17 лютого 2016. Процитовано 30 жовтня 2013.(англ.) Наведено за англійською вікіпедією.
6. ↑  American FactFinder. Бюро перепису населення США. Архів оригіналу за 26 лютого 2012. Процитовано 31 січня 2008.

| США | Це незавершена стаття з географії США. Ви можете допомогти проєкту, виправивши або дописавши її. |